# جويل د. كوبر
جويل د. كوبر (بالإنجليزية: Joel D. Cooper)‏ هو جرّاح صدر، اشتهر بإنجازه أول جراحة ناجحة لزراعة الرئة وأول جراحة زراعة مزدوجة للرئة ناجحة.

## حياته العملية
تخرج كوبر في مدرسة طب هارفارد سنة 1964، ثم حصل على تدريب الزمالة. وفي سنة 1972 تولى أول منصب أكاديمي بجامعة تورونتو. وفي 7 نوفمبر 1983، أجرى في مستشفى تورونتو العام أول جراحة ناجحة في العالم لزراعة الرئة للمريض توم هول، الذي كان يعاني من تليف رئوي. وفي سنة 1986، أجرى في ذات المستشفى أول جراحة زراعة مزدوجة للرئة ناجحة في العالم للمريضة آن هاريسون، التي كانت تعاني من الإمفزيما.
في سنة 1988، انتقل كوبر إلى مدرسة طب جامعة واشنطن، وفي سنة 2005 انتقل إلى مدرسة طب بيرلمان بجامعة بنسلفانيا. وقد تولى رئاسة قسم جراحة الصدر بجامعة واشنطن، ويشغل الآن منصب أستاذ شرفي للجراحة بقسم جراحة الصدر بجامعة بنسلفانيا.
تولى كوبر رئاسة الرابطة الأمريكية لجراحة الصدر، وكان عضوًا بمعهد الطب التابع للأكاديمية الوطنية للعلوم، وقد حصل على العديد من الدرجات الأكاديمية الفخرية.